# Pellenes frischi
Pellenes frischi là một loài nhện trong họ Salticidae.
Loài này thuộc chi Pellenes. Pellenes frischi được Jean Victor Audouin miêu tả năm 1826.